# Žarko
Žarko (in cirillico: Жарко) è un nome proprio di persona serbo, croato e macedone maschile.

## Origine e diffusione
Deriva dal termine serbo e croato žar, che significa "fervore", "ardore".

## Onomastico
Non esistono santi che portano questo nome, che quindi è adespota. L'onomastico può essere festeggiato in occasione di Ognissanti, il 1º novembre.

## Persone
- Žarko Čabarkapa, cestista montenegrino
- Žarko Đurišić, cestista sloveno
- Žarko Knežević, cestista jugoslavo
- Žarko Korać, politico e psicologo serbo
- Žarko Nikolić, calciatore jugoslavo
- Žarko Odžakov, giocatore di calcio a 5 australiano
- Žarko Paspalj, cestista serbo
- Žarko Petrović, pallavolista e dirigente sportivo serbo
- Žarko Rakočević, cestista montenegrino
- Žarko Tomašević, calciatore montenegrino
- Žarko Varajić, cestista jugoslavo